# The Age of Quarrel
The Age of Quarrel (рус. Век раздора) — дебютный студийный альбом нью-йоркской хардкор-панк-группы Cro-Mags. Был издан лейблом Profile Records в 1986 году и переиздан в 1994 году лейблом Another Planet на одном диске со вторым альбомом группы — Best Wishes. Музыкальное видео песни «We Gotta Know» было показано на MTV. Это был один из первых видеоклипов, в котором можно было увидеть крауд-сёрфинг.

## Об альбоме
Большинство композиций альбома спеты Джоном Джозефом и отличаются быстрым темпом. Однако, такие треки, как «Malfunction», «Seekers of the Truth» и «Life of My Own» — более медленные, предвосхищающие влияние метала на следующий проект группы, кроссовер-трэш альбом Best Wishes.
Название альбома происходит от определения Кали-юги — современной эпохи согласно индуистскому временному циклу. Этот санскритский термин можно перевести как «век раздора», «век обмана» или «век иллюзии». Кали-юга является четвёртой эпохой или югой, которая характеризуется деградацией населения, войнами, раздорами и обманом.
Трек «It’s the Limit» появляется в игре 2008 года Grand Theft Auto IV. Его играет радиостанция LCHC (отсылка к Liberty City Hardcore). Так как Grand Theft Auto IV смоделирована на Нью-Йорк, создатели игры избрали эту песню как представляющую нью-йоркскую хардкор-сцену.

## Список композиций
1. «We Gotta Know» — 3:24
2. «World Peace» — 2:13
3. «Show You No Mercy» — 1:58
4. «Malfunction» — 3:43
5. «Street Justice» — 1:33
6. «Survival of the Streets» — 1:06
7. «Seekers of the Truth» — 4:03
8. «It’s the Limit» — 1:43
9. «Hard Times» — 1:40
10. «By Myself» — 2:35
11. «Don’t Tread On Me» — 1:20
12. «Face the Facts» — 1:41
13. «Do Unto Others» — 1:50
14. «Life of My Own» — 2:53
15. «Signs of the Times» — 2:03